# Suser
Suser (in armeno Սուսեր?, fino al 1946 Klichatakh e Ghlijatagh) è un comune dell'Armenia di 346 abitanti (2001) della provincia di Aragatsotn.